# Municipio de Des Lacs
El municipio de Des Lacs (en inglés: Des Lacs Township) es un municipio ubicado en el condado de Ward en el estado estadounidense de Dakota del Norte. En el año 2010 tenía una población de 85 habitantes y una densidad poblacional de 0,93 personas por km².

## Geografía
El municipio de Des Lacs se encuentra ubicado en las coordenadas 48°13′54″N 101°36′29″O / 48.23167, -101.60806. Según la Oficina del Censo de los Estados Unidos, el municipio tiene una superficie total de 91.62 km², de la cual 90,9 km² corresponden a tierra firme y (0,78 %) 0,72 km² es agua.

## Demografía
Según el censo de 2010, había 85 personas residiendo en el municipio de Des Lacs. La densidad de población era de 0,93 hab./km². De los 85 habitantes, el municipio de Des Lacs estaba compuesto por el 100 % blancos. Del total de la población el 0 % eran hispanos o latinos de cualquier raza.